# Comité Paralímpico de Papúa Nueva Guinea
El Comité Paralímpico de Papúa Nueva Guinea es el comité paralímpico nacional que representa a Papúa Nueva Guinea. Esta organización es la responsable de las actividades deportivas paralímpicas en el país. Es miembro del Comité Paralímpico Internacional y del Comité Paralímpico de Oceanía.